# Wereldbeker schaatsen 2004/2005 - Ploegenachtervolging mannen
De kalender voor de eerste officiële editie van de ploegenachtervolging mannen tijdens de wereldbeker schaatsen 2004/2005 zag er als volgt uit:
| Race | Plaats          | Datum            |
| ---- | --------------- | ---------------- |
| 1    | Hamar           | 13 november 2004 |
| 2    | Berlijn         | 21 november 2004 |
| 3    | Baselga di Pinè | 30 januari 2005  |

## Podia
| Wedstrijd:      | Goud:                                                  | Tijd       | Zilver:                                                  | Tijd    | Brons:                                               | Tijd    |
| Calgary         | Verenigde Staten KC Boutiette Chad Hedrick Derek Parra | 3.48,56 WR | Italië Matteo Anesi Stefano Donagrandi Enrico Fabris     | 3.51,20 | Polen Konrad Niedźwiedzki Witold Mazur Paweł Zygmunt | 3.52,30 |
| Berlijn         | Nederland Mark Tuitert Carl Verheijen Erben Wennemars  | 3.46,44 WR | Duitsland Jan Friesinger Jörg Dallmann Stefan Heythausen | 3.48,59 | Italië Matteo Anesi Stefano Donagrandi Enrico Fabris | 3.49,17 |
| Baselga di Pinè | Noorwegen Petter Andersen Eskil Ervik Øystein Grødum   | 3.52,53    | Verenigde Staten KC Boutiette Chad Hedrick Derek Parra   | 3.52,53 | Polen Konrad Niedźwiedzki Witold Mazur Paweł Zygmunt | 3.54,78 |

## Eindstand
In de wereldbekerwedstrijden deden van sommigen landen (o.a. Canada, Japan, Nederland en de Verenigde Staten) meerdere teams mee waarbij alleen de snelste tijd telde voor de berekening van het puntenaantal.
| #      | Land             | HAM | BER | BAS | Totaal |
| ------ | ---------------- | --- | --- | --- | ------ |
| Goud   | Italië           | 80  | 70  | 36  | 186    |
| Zilver | Polen            | 70  | 45  | 70  | 185    |
| Brons  | Nederland        | 32  | 100 | 50  | 182    |
| 4      | Verenigde Staten | 100 | 0   | 80  | 180    |
| 5      | Noorwegen        | 28  | 50  | 100 | 178    |
| 6      | Duitsland        | 40  | 80  | 45  | 165    |
| 7      | Canada           | 45  | 60  | 60  | 165    |
| 8      | Japan            | 60  | 32  | 40  | 132    |
| 9      | Rusland          | 50  | 40  | -   | 90     |
| 10     | Finland          | 21  | 24  | 32  | 77     |
| 11     | Zweden           | 36  | 36  | -   | 72     |
| 12     | China            | 18  | 28  | -   | 46     |
| 13     | Zuid-Korea       | 24  | 21  | -   | 45     |
| 14     | Wit-Rusland      | 16  | 16  | -   | 32     |
| 15     | Kazachstan       | -   | 18  | 0   | 18     |
| 16     | Oekraïne         | -   | 14  | -   | 14     |